# Yphthimoides disaffecta
Yphthimoides disaffecta är en fjärilsart som beskrevs av Butler och Druce 1874. Yphthimoides disaffecta ingår i släktet Yphthimoides och familjen praktfjärilar. Inga underarter finns listade i Catalogue of Life.